# John Lovell
John Lovell, född den 11 oktober 1967 i Baton Rouge, Louisiana, är en amerikansk seglare.
Han tog OS-silver i tornado i samband med de olympiska seglingstävlingarna 2004 i Aten.